# Chiesa dell'Immacolata (Ronzone)
La chiesa dell'Immacolata è la parrocchiale di Ronzone, in provincia e arcidiocesi di Trento. 

## Storia

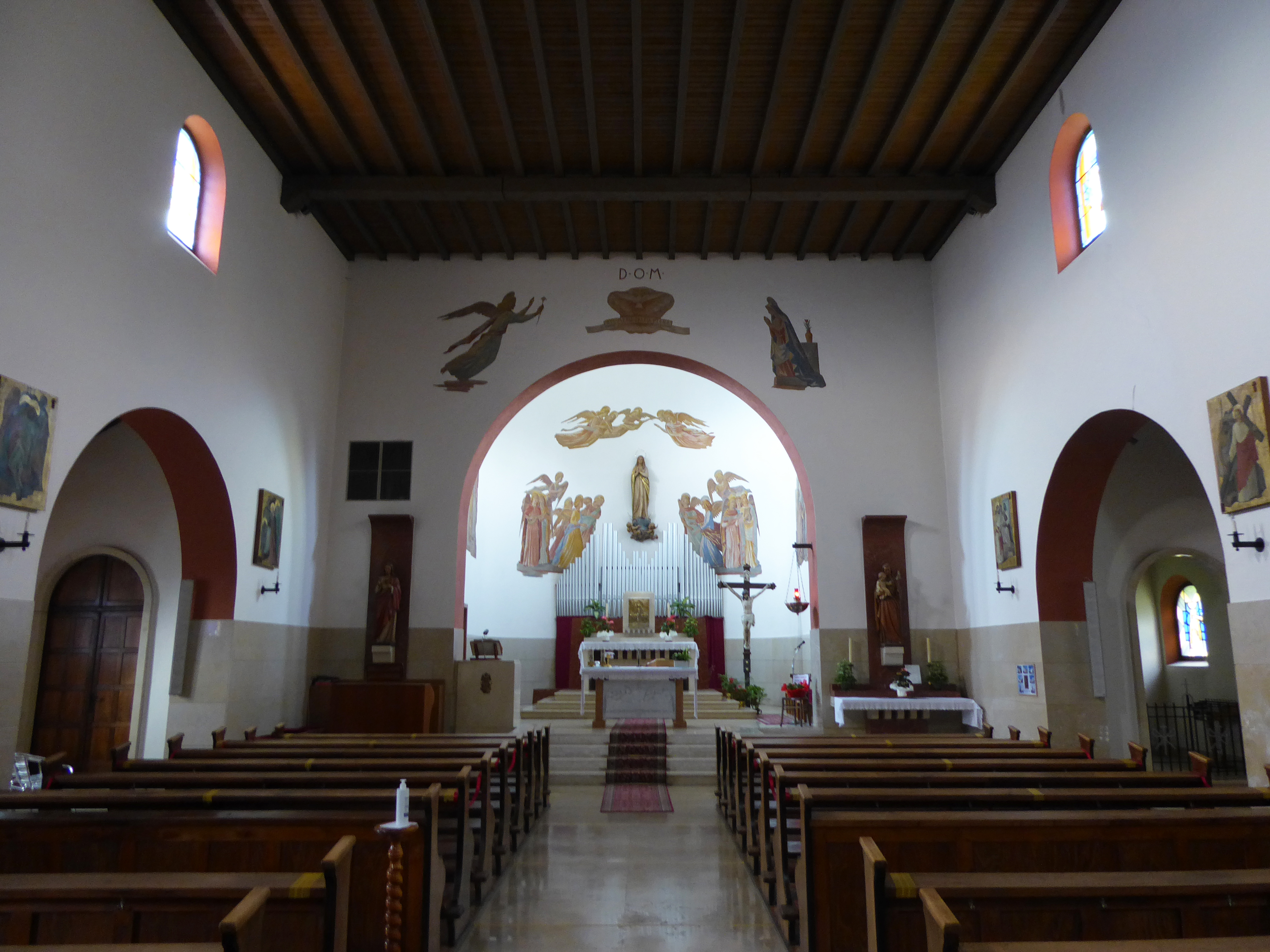
Interno

L'edificio, progettato da Efrem Ferrari, venne realizzato tra il 1948 e il 1950; sostituì, ereditandone l'intitolazione, la vecchia chiesa di Ronzone, che venne quindi ridedicata a sant'Antonio di Padova.
Le pareti interne vennero decorate, sempre nel 1950, dal pittore Carlo Bonacina, dopodiché si procedette alla consacrazione della struttura, celebrata il 27 maggio 1951 dall'arcivescovo Carlo De Ferrari. Il campanile venne eretto due anni più tardi e, nello stesso anno, la chiesa venne elevata a parrocchiale.

## Descrizione

### Esterno

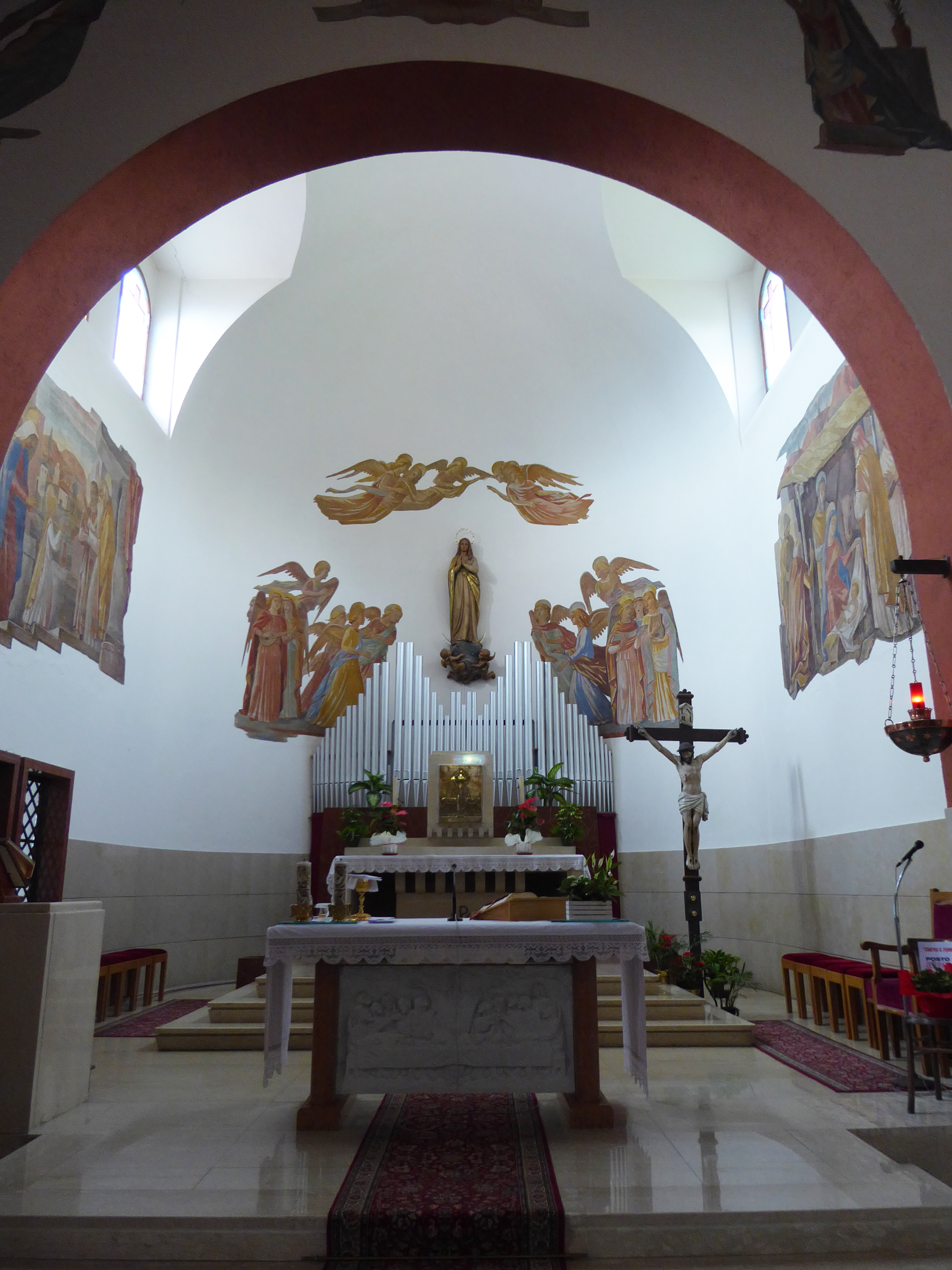
Presbiterio

L'edificio, orientato verso nord, si presenta con facciata a spioventi tripartita, con il segmento centrale ristretto fra pilastri quadrati e caratterizzato da un paramento murario a corsi di conci lapidei; vi si apre il portale d'ingresso architravato, ed è bucato al centro da un oculo. Le parti laterali sono intonacate lisce, e percorse alla base da uno zoccolo a conci lapidei che prosegue sulle fiancate; da queste sporgono i corpi delle navate laterali, leggermente asimmetrici. Su ogni fiancata si aprono nove finestre a tutto sesto, tre affacciate sulla navata laterale, tre su quella centrale e tre sul presbiterio, e sul prospetto sud di ciascuna navata laterale è presente un piccolo ingresso secondario, anch'esso a tutto sesto. Il tetto, realizzato in scandole di larice, è leggermente sporgente sulla porzione centrale della facciata, dove è sorretto da una capriata in legno fissata ai pilastri.
Il campanile si erge a est della chiesa, distaccato dall'edificio; è a base quadrangolare e presenta alcune feritoie lungo il fusto. La cella campanaria è illuminata su ogni lato da trifore  tutto sesto e sormontata, a sud, dal quadrante dell'orologio. Il tetto è costituito da una cuspide a piramide poligonale irregolare realizzata in lamiera, culminante con sfera e croce apicale.

### Interno
L'interno è suddiviso in tre navate, separate tra loro da due arcate a tutto sesto; le laterali, più basse e più corte di quella centrale, terminano in fondo con la sagrestia a sinistra, e con una cappella contenente il fonte battesimale sulla destra. La navata centrale è composta da tre campate, e tramite un arco santo a tutto sesto porta al presbiterio, sopraelevato di quattro gradini rispetto all'aula, voltato a lunetta e concluso da un'abside semicircolare con catino.
La parte frontale dell'arco santo e le pareti dell'abside sono decorate da dipinti murali realizzati da Carlo Bonacina; negli anni settanta venne effettuata una ritinteggiatura delle pareti che, per l'accostamento cromatico con le decorazioni, suscitò le proteste dell'artista. Sempre Bonacina realizzò anche le stazioni della via Crucis installate nella chiesa.